# 火唇柔麗鯛
火唇柔麗鯛，為輻鰭魚綱鱸形目隆頭魚亞目慈鯛科的其中一種，分布於非洲馬拉威湖北部流域，體長可達15.7公分，棲息在底中層水域，生活習性不明。

## 擴展閱讀
維基物種上的相關：火唇柔麗鯛